# Archie Griffin Award
Der Archie Griffin Award ist eine Auszeichnung, welche vom Touchdown Club of Columbus seit 1999 an den Most Valuable Player (MVP) der vergangenen College-Football-Saison verliehen wird. Er ist nach Archie Griffin benannt, dem bisher einzigen Spieler der zweimal die Heisman Trophy gewann. Der Award besteht aus einem speziell gefertigten Ring und wird als eine von wenigen Auszeichnungen erst nach Beendigung der Bowl Championship Series ausgehändigt.
Aktueller Titelträger ist Trevor Lawrence, Quarterback der Clemson University.

## Titelträger
| Jahr | Name            | College       | Position    |
| ---- | --------------- | ------------- | ----------- |
| 1999 | Michael Vick    | Virginia Tech | Quarterback |
| 2000 | Josh Heupel     | Oklahoma      | Quarterback |
| 2001 | Ken Dorsey      | Miami         | Quarterback |
| 2002 | Ken Dorsey      | Miami         | Quarterback |
| 2003 | Matt Leinart    | USC           | Quarterback |
| 2004 | Matt Leinart    | USC           | Quarterback |
| 2005 | Vince Young     | Texas         | Quarterback |
| 2006 | Troy Smith      | Ohio State    | Quarterback |
| 2007 | Pat White       | West Virginia | Quarterback |
| 2008 | Colt McCoy      | Texas         | Quarterback |
| 2009 | Toby Gerhart    | Stanford      | Runningback |
| 2010 | Andrew Luck     | Stanford      | Quarterback |
| 2011 | Montee Ball     | Wisconsin     | Runningback |
| 2012 | Johnny Manziel  | Texas A&M     | Quarterback |
| 2013 | Jameis Winston  | Florida State | Quarterback |
| 2014 | Ezekiel Elliott | Ohio State    | Runningback |
| 2015 | Deshaun Watson  | Clemson       | Quarterback |
| 2016 | Sam Darnold     | USC           | Quarterback |
| 2017 | McKenzie Milton | UCF           | Quarterback |
| 2018 | Trevor Lawrence | Clemson       | Quarterback |